# Węgorzewo
Węgorzewo (tiếng Đức: Angerburg, tiếng Litva: Ungura oder Unguris)là một thị trấn thuộc huyện Węgorzewski, tỉnh Warmińsko-Mazurskie ở đông-bắc Ba Lan. Thị trấn có diện tích 11 km². Đến ngày 1 tháng 1 năm 2011, dân số của thị trấn là 11377 người và mật độ 1046 người/km².